# Running Wild
Running Wild — немецкая метал-группа. Основана в 1976 году гитаристом Рольфом Каспареком в Гамбурге, ФРГ.
Стиль группы можно определить как некую смесь хэви-метал, пауэр-метал и спид-метал. Музыкально Running Wild сформировались под влиянием «Новой волны британского хэви-метал» с заметными заимствованиями из трэша и позднее фолка. Группа также известна тем, что создала и развивала так называемый «пиратский метал», который впрочем, музыкально не выделяется, а выражается лишь в текстах песен и атрибутике.
История Running Wild неразрывно связана с её основателем, идейным вдохновителем и лидером Рольфом Каспареком. Остальные музыканты постоянно менялись (в разное время в группе играли участники Accept, U.D.O., Rage, Grave Digger, Helloween, Holy Moses, Saxon и Stratovarius).

## История группы

### Ранний период
Группа ведёт свою историю от созданной в Гамбурге в 1976 году школьной группы «Granite Hearts» (с англ. — «Гранитные сердца»), в который были задействованы Рольф Каспарек (вокал, гитара), Уве Бендиг (гитара), Михаэль Хофманн (ударные) и Йорг Шварц (бас), которого быстро сменил Карстен Дэвид, а того в 1978 году заменил Маттиас Кауфманн. Вместо Михаэля Хофманна в том же году пришёл Хаш (прозвище Вольфганга Хагеманна); оба пришли из группы Grober Unfug. В 1979 году группа меняет название на «Running Wild». Название было взято по одноимённой песне группы «Judas Priest» с альбома «Killing Machine». Где-то в это же время восьмилетний брат Маттиаса Кауфманна наградил Рольфа Каспарека прозвищем «Rock-n-Rolf», которое закрепилось за лидером группы навсегда.
В начале 1981 года группа записывает демо-кассету, содержащую песни «Hallow the Hell», «War Child» и «King of the Midnight Fire», а 1 марта 1981 года даёт концерт в городке Штаде неподалёку от Гамбурга. Группа начала приобретать локальную популярность, выступает с концертами в округе, в городах Бонденвальд и Штеллинген. В 1982 году фирма «Raubauu» включила две песни («Hallow the Hell» и «War Child») на двойной сборник Debüt № 1. В конце 1982 года из группы уходят Бендиг и Кауфманн, на смену которым пришли Геральд «Причер» Варнеке и Штефан Борисс. Весной 1983 года группа выступила на Teichweger Rock Festival в Гамбурге. Наконец группу заметила свежеиспечённая фирма «Noise Records», поместившая две песни группы («Adrian» и «Chains & Leather») на сборник «Rock From Hell». Те же две песни вошли на новое демо «Heavy Metal Like a Hammerblow», выпущенное на кассете с двумя концертными треками: «Genghis Khan» и «Soldiers Of Hell».

### 1984—1987
В феврале-марте 1984 года группа записала в западноберлинской студии «Caet» песни «Iron Heads» и «Bones to Ashes», которые Noise Records включила в сборник «Death Metal». В июне 1984 года на той же студии группа записала дебютный альбом «Gates to Purgatory», который увидел свет 26 декабря того года. С этим альбомом группа получила некоторый успех: в течение первых трёх месяцев после начала продаж релиз разошёлся тиражом около 20 000 копий и попадает в немецкие чарты. Затем в продаже появился макси-сингл «Victim of States Power» (который известен также под названием Walpurgis Night), разлетевшийся тиражом в 8000 копий. С выходом альбома группа немедленно была зачислена в ряды оккультистов, в основном из-за достаточно провокационных текстов песен. Летом 1985 года Причер в период записи нового альбома покидает группу, чтобы закончить теологическое (!) образование. Его заменяет Майк Моти, записавший партии гитары в трёх песнях. Второй альбом «Branded and Exiled» расходится тиражом в 35 000 копий, а 14 сентября 1985 года группа выступает на фестивале журнала «Metal Hammer» в городе Лореляй, на одной сцене вместе с Warlock, Metallica, Venom и другими представителями «тяжёлой» музыки, при этом ещё и получив приз фестиваля. В конце 1985 года песня Diabolic Force входит на сборник «Metal Attack, Vol.1»
22 января 1986 Running Wild отправляются в тур, играя на разогреве у американских знаменитостей «Mötley Crüe», отыграв с ними 8 концертов в ФРГ, а затем и за границей: 2 февраля 1986 года в Страсбург, 3 февраля — в Лозанне. 11 мая группа выступила в Лондоне, и после этого вместе с «Celtic Frost» отправилась в США, где c 31 мая по 13 июня даёт 8 концертов, в том числе с группами «Voivod» и «Tormentor».
К записи нового альбома группа приступила в конце 1986 года в студии «Soundhouse», прибегнув к услугам продюсера Дирка Штеффенса, чью роль, в становлении например Accept, сложно переоценить. Альбом «Under Jolly Roger» рассматривается на официальном сайте группы как наиболее важный в истории Running Wild. Именно на нём группа продемонстрировала так называемый «пиратский метал», обратившись к исторической лирике и образам, отказавшись от оккультных. Интересно то, что альбом получил низкие оценки у критиков, но разошёлся тиражом в 50 000 копий. Первыми новый облик группы, как ни странно, увидели по эту сторону «железного занавеса» на фестивале «Metalmania» прошедшем 4—5 апреля 1987 года в польском городе Катовице, куда вместе с Running Wild приехали также Helloween и Overkill. Затем в течение апреля 1987 года группа гастролирует в ФРГ, 1 мая выступает в Копенгагене. В мае группу покидают барабанщик и басист, и группа рекрутирует Штефана Шварцманна и Йенса Беккера соответственно. С начала октября 1987 года группа вновь отправилась в тур вместе с «Satan», захвативший Венгрию, Австрию, Швейцарию и закончившийся в Германии

### 1988—1997
После выпуска альбома «Under Jolly Roger» производство новых релизов было поставлено на поток: вплоть по 1995 год вышли альбомы Port Royal, Death or Glory, Blazon Stone, Pile of Skulls, Black Hand Inn и Masquerade, продолжившие найденную тематику и музыкальный стиль, и имевшие стабильный успех. В 1988 году увидел свет первый видеоклип группы на песню «Conquistadores». Одновременно группа много гастролировала, проведя в грандиозном европейском турне первую половину 1989 года и большую часть 1990 года. Среди партнёров по турне и фестивалям были такие группы, как Angel Dust, Rage, Sepultura, Tankard, Sacred Reich, Protector, Alice Cooper, Extrabreit, Sodom, Pretty Maids , Uriah Heep. Активные выступления группы с использованием большого количества декораций и пиротехники продолжаются до 1994 года.
В течение этого времени в группе происходили постоянные изменения в составе. В 1987 году в группе вновь сменился барабанщик: Штефан Шварцманн принял предложение Удо Диркшнайдера, на его место был взят Иэн Финли, который в свою очередь оставил группу в начале 1990 года. На концертах некоторое время группе помогает Йорг Михаэль, а в апреле 1990 года за ударную установку сел роуди, известный под псевдонимом «Мистер Эй-Си». Летом группу покинул Майк Моти, и на его место пришёл Эксл Морган. В 1992 году из группы ушли Йенс Беккер и барабанщик Эй-Си (остался тур-менеджером). Вернулся оставшийся без работы в связи с воссоединением Accept Штефан Шварцманн, прихвативший с собой из U.D.O. басиста Томаса «Бодо» Смушински. В 1993 году из-за внутренних разногласий с лидером Рольфом Каспареком покидают все остальные члены команды, но Смушински впрочем скоро вернулся, закрепившись в группе до 2001 года. Три альбома, вышедшие в период 1994—1998 года (Black Hand Inn, Masquerade записывался в постоянном составе: Каспарек — вокал, гитара, Тило Херманн — соло-гитара, Томас Смушински — бас, Йорг Михаэль — барабаны. В 1994 году группа ограничилась всего лишь двухнедельным туром в поддержку альбома и вообще в дальнейшем прекратила широкомасштабные гастроли, ограничиваясь лишь короткими турне в поддержку очередного альбома и рок-фестивалями.

### 1998—2009
С 1997 года группа перешла под крыло другой звукозаписывающей компании — GUN Records. После выхода альбома «The Rivalry» группу покинул Йорг Михаэль, на долгие годы сосредоточившись на Stratovarius, а на время краткого тура 1998 года в группу был взят Крис Эфтимиадис. Затем Рольф Каспарек занялся ремастерингом альбомов периода 1989—1995 годов, а с конца 1999 года с Тило Херманном, Бодо Смушински и сессионным барабанщиком Анджело Сассо записывает новый альбом Victory.
Период 1998—2000 годов отмечен повышенным интересом Рольфа Каспарека к российской тематике. Так песня «War and Peace» с «The Rivalry» создана под впечатлением от романа Льва Толстого, а композиция «Tsar» (альбом «Victory») посвящена последнему русскому императору Николаю II. Увлечение ярко проявилось и в оформлении релизов, и в сценических костюмах. В альбоме 2005 года имеется песня «The War», посвящённая Первой мировой войне и переосмысленная в близком Каспареку конспирологическом духе, и при этом ещё примечательная обработкой в металлическом ключе традиционных немецких маршей.
В январе 2001 года группу покинул Томас Смушински, таким образом группа осталась без барабанщика и басиста. На место последнего летом 2001 года был взят Петер Пихль. В сентябре 2001 года группа собралась приступить к записи, но её покинул Тило Херманн. В результате, гитарные партии альбома были записаны самим Каспареком, а на барабаны был привлечён уже известный Анджело Сассо. Альбом вышел в январе 2002 года под названием The Brotherhood и для турне были взяты барабанщик Маттиас Либетрут и гитарист Бернд Ауферманн. В этом составе на видео был записан концерт 20 марта в Оснабрюке, выпущенный в виде DVD под названием «Live» (одновременно с одноимённым двойным концертником).
В 2003 году выходит двойной сборник «20 Years In History» с сюрпризом в виде двух неиздававшихся ранних песен: «Prowling Werewolf» и «Apocalyptic Horsemen». Кроме того летом состоялось первое выступление группы на фестивале Wacken Open Air.

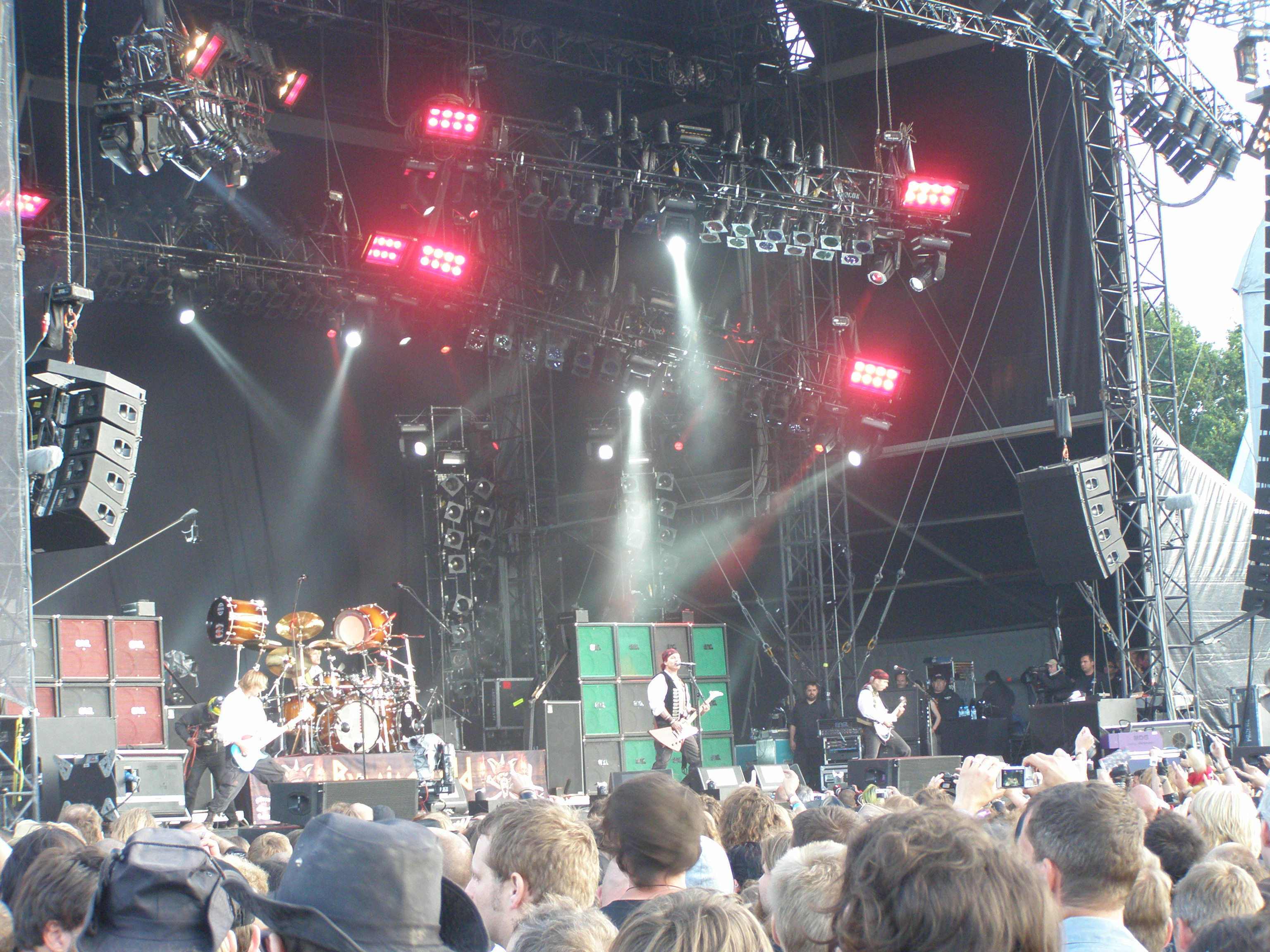
Последнее выступление группы

Материал для нового альбома Каспарек готовит в течение 2004 года практически самостоятельно — на альбоме 2005 года Rogues en Vogue в 9 из 13 песен партию бас-гитары записал сам лидер группы (в остальные 4 — Петер Пихль). Одновременно истёк контракт с лейблом GUN Records. Незадействованный Бернд Ауферманн возвращается в «Angel Dust», а для немногочисленных выступлений в поддержку альбома был приглашён гитарист Петер Йордан.
С конца 2005 года группа не подавала признаков активности, а 17 апреля 2009 года Рольф Каспарек неожиданно заявил о грядущем прекращении деятельности Running Wild, планируя поставить финальную точку выступлением на очередном Вакенском фестивале, которое в итоге прошло под проливным дождём 30 июля 2009 года (на басу играл Ян Эккерт) и было записано на видео, выпущенное в формате DVD под отрезающим пути к отступлению названием «The Final Jolly Roger» (рус. Финальный «Jolly Roger») спустя 2 года.

### Возрождение
В октябре 2011 года объявил, что Running Wild возвращаются с новым альбомом в 2012 году. Он получил название «Shadowmaker» и вышел 20 апреля на лейбле SPV/Steamhammer. За первую неделю альбом достиг 12-й строчки в немецких чартах.

## Стиль группы
Музыка группы в основном представляет собой энергичный хэви-метал с узнаваемым, сравнительно неординарным аккомпанементом ритм-гитары, с небольшим вкраплением элементов трэш-метала в виде синкоп, изменений ритма и т. п. С первого же альбома Running Wild использовали плотные грубые «кусачие» риффы, запоминающиеся мелодии, сыгранные в быстром темпе, а также характерный резкий вокал Рольфа «Рок-н-Рольфа» Каспарека. На ранних альбомах в качестве тем текстов немалую роль играли оккультизм и сатанизм (впрочем, носивший чисто умозрительный характер), но с альбома Under Jolly Roger, вышедшего в 1987 году, группа взялась за ставшие фирменным знаком «пиратские» темы и историческую героику. К концу 1980-х благодаря технике игры Каспарека (он считается[кем?] одним из лучших ритм-гитаристов Германии) окончательно складывается собственное, узнаваемое звучание группы.
К концу 1990-х группа фактически становится сольным проектом Каспарека и послужила полем для его экспериментов в области музыки. Песни, исполняемые группой, стали отчасти прогрессивными, начали использоваться фолковые мотивы. Особенно новые веяния отмечаются в типичных для группы, начиная с 90-х годов, продолжительных (до 15 минут) эпических композиций. Тем не менее, эти веяния, по существу так и остались экспериментами, в основном музыкальный материал альбомов остался прежним энергичным хэви-метал. Несмотря на постоянные обвинения в «однотипности», авторитет Running Wild по-прежнему очень высок, а вещи, созданные в 1980-х — начале 1990-х годов, по праву относятся к «золотому фонду» хэви-метала.

## Состав
- Рольф Каспарек — вокал, соло и ритм-гитара (с 1976 года)
- Петер Йордан — соло и ритм-гитара (с 2005 года)
- Оле Хемпельманн — бас (с 2015 года)
- Михаэль Вулперс — ударные (с 2015 года)

### Бывшие участники

#### Гитара
- Uwe Bendig (1976—1982)
- Gerald Warnecke (1982—1985)
- Majk Moti (1985—1990)
- Axel Morgan (1990—1993) (X-Wild)
- Thilo Hermann (1994—2001) (Grave Digger)
- Bernd Aufermann (2002—2005)

#### Бас
- Jörg Schwarz (1976)
- Carsten David (1977)
- Matthias Kaufmann (1978—1982)
- Stephan Boriss (1982—1987)
- Jens Becker (1987—1992) (Grave Digger, X-Wild)
- Thomas Smuszynski (1992—2001) (U.D.O.)
- Peter Pichl (2002—2009)
- Ян С.-Эккерт (2009—2015)

#### Ударные
- Михаэль Хоффман (1976—1978)
- Wolfgang Hagemann (1978—1987)
- Штефан Шварцман (1987—1988, 1991—1992) (Krokus, Helloween, Paradox, Accept, U.D.O., X-Wild)
- Iain Finlay (1988—1989)
- Йорг Михаэль (1990, 1993—1998) (Rage, Saxon, Stratovarius, Grave Digger, Kaledon, Axel Rudi Pell, Beto Vázquez Infinity)
- Rudiger Dreffein (1990—1992) (Lacrimosa)
- «Angelo Sasso» (1999—2001)
- Маттиас Либетрут (2001—2009)

## Дискография

### Студийные альбомы
- 1984 — Gates to Purgatory
- 1985 — Branded and Exiled
- 1987 — Under Jolly Roger
- 1988 — Port Royal
- 1989 — Death or Glory
- 1991 — Blazon Stone
- 1992 — Pile of Skulls
- 1994 — Black Hand Inn
- 1995 — Masquerade
- 1998 — The Rivalry
- 2000 — Victory
- 2002 — The Brotherhood
- 2005 — Rogues en Vogue
- 2012 — Shadowmaker
- 2013 — Resilient
- 2016 — Rapid Foray
- 2021 — Blood on Blood

### Концертные альбомы
- 1988 — Ready for Boarding
- 2002 — Live
- 2009 — Final Running Wild Show

### Сборники
- 1991 — The First Years of Piracy
- 1998 — The Story of Jolly Roger
- 2003 — 20 Years in History
- 2006 — Best of Adrian

### Синглы/EP
- 1984 — Victim of States Power
- 1989 — Bad to the Bone
- 1990 — Wild Animal
- 1991 — Little Big Horn
- 1992 — Lead or Gold
- 1994 — The Privateer
- 2000 — Revolution (промо-CD с 1 песней)
- 2019 — Crossing The Blades

### Трибьюты
- 2005 — The Revivalry - A Tribute to Running Wild
- 2005 — Rough Diamonds - A Tribute to Running Wild (доступен для бесплатного скачивания на официальном сайте группы)
- 2009 — ReUnation - A Tribute to Running Wild